# Johannes Schaaf (Mediziner, 1920)
Johannes Schaaf (* 19. Februar 1920 in Pirna; † 1994) war ein deutscher Mediziner und Hochschullehrer.

## Leben und Werk
Johannes Schaaf studierte nach dem Schulabschluss Medizin und promovierte an der Universität Leipzig 1945 zum Dr. med. Nach seiner Habilitierung wurde er 1960 Dozent und Leitender Arzt des Röntgenabteilung der Medizinischen Universitäts-Poliklinik an der Universität Heidelberg. Im darauffolgenden Jahr trat Schaaf der Deutschen Röntgengesellschaft bei. Seine Forschungsschwerpunkte waren Röntgendiagnostik und Strahlenschutz.

## Schriften (Auswahl)
- Geburtshilfliche Statistik 1942 unter Zugrundelegung des Materials der Universitäts-Frauenklinik zu Leipzig. Leipzig 1945.
- Zur Technik der röntgenologischen Magenuntersuchungen. In: Ärztliches Wochenblatt 11 (1956), S. 260 ff.
- (mit G. Schwarz und A. Wagner): Röntgenuntersuchungen bei Patienten [...] In: Fortschr. Röntgenstr. 105 (1966), S. 877 ff.
- (mit E. Kuhn und H. Schönthal): Zwerchfell und Lungenfunktion bei myotonischer Dystrophie. In: Schweizer medizinische Wochenschrift 96 (1966), S. 281 ff.
- Ein neues Barium-Kontrastmittel für die Röntgenuntersuchungen des Intestinaltraktes. In: Therapiewoche 24 (1974), S. 4995–4998.